# Joachim Schepke
Joachim Schepke (* 8. März 1912 in Flensburg; † 17. März 1941 im Nordatlantik bei Island) war ein deutscher Marineoffizier und U-Boot-Kommandant im Zweiten Weltkrieg, zuletzt im Rang eines Kapitänleutnants.

## Leben
Schepke, Sohn des Marineoffiziers Botho Schepke (1881–1943), trat am 1. April 1930 in die Reichsmarine (Crew 30) ein. Am 1. Oktober 1935 wurde er zur U-Boot-Ausbildung kommandiert und erhielt 1938 das Kommando über U 3, mit dem er nach Kriegsausbruch Erfolge erzielte. Nach einem zwischenzeitlichen Kommando über U 19 und einer kurzzeitigen Stabsposition erhielt Schepke das Kommando über U 100, ein Boot des Typs VII B.
Joachim Schepke wurde am 24. September 1940 mit dem Ritterkreuz des Eisernen Kreuzes ausgezeichnet. Auffällig schien die Differenz zwischen tatsächlicher und von Kapitänleutnant Schepke gemeldeter versenkter Tonnage zu sein, wofür er sowohl während des Krieges als auch nach dem Krieg in der Literatur kritisiert wurde. Tatsächlich war die Überschätzung gegnerischer Tonnage jedoch weit verbreitet, und Schepkes Fehlmeldungen unterscheiden sich nicht von den Übertreibungen anderer U-Boot-Kommandanten. Zur Zeit der Verleihung des Ritterkreuzes hatte er 24 Schiffe mit 94.215 BRT versenkt und ein weiteres Schiff mit knapp 5.500 BRT beschädigt.
Am 1. Dezember wurde dem Kommandanten von U 100 das Eichenlaub zum Ritterkreuz des Eisernen Kreuzes verliehen, da das zu diesem Zeitpunkt gültige Kriterium – die Versenkung von 200.000 BRT – als erfüllt galt. Der Wehrmachtbericht gab eine Gesamttonnage von 233.971 BRT an. Nach Abgleich der deutschen Unterlagen mit den Unterlagen der Alliierten wird Schepke als Kommandant heute die Versenkung von 36 Schiffen mit 155.882 BRT und die Beschädigung vier weiterer Schiffe mit 17.229 BRT zugeschrieben.
Auf der sechsten Feindfahrt wurde U 100 am 17. März 1941 beim Angriff auf den Geleitzug HX 112 von den britischen Zerstörern Walker und Vanoc mit Wasserbomben schwer beschädigt und beim Versuch, sich aufgetaucht aus dem Nachtgefecht zurückzuziehen, von der verfolgenden Vanoc mit Radar geortet, gerammt und dadurch versenkt. Schepke wurde zwischen Sehrohr und Brücke eingeklemmt und kam dadurch zu Tode. Nur sechs Männer der Besatzung von U 100 überlebten den Untergang des Bootes. Der Verlust des Bootes und der Tod des Kommandanten wurden der Öffentlichkeit erst mitgeteilt, nachdem Winston Churchill in einer Rede vor dem britischen Unterhaus den Tod Schepkes mitgeteilt hatte. Von deutscher Seite wurde sein Tod erst am 25. April 1941 im Wehrmachtbericht bestätigt.
Schepke war ein Liebling der Propaganda und veröffentlichte 1940 das von ihm selbst illustrierte Buch „U-Boot-Fahrer von heute“. Im Februar 1941 sprach Schepke im Berliner Sportpalast vor tausenden Berliner Schulkindern über den U-Boot-Krieg. Gemäß einem britischen Bericht wurden Schepke und seine Besatzung „während der zehn Wochen, die sie in Deutschland verbrachten, fast pausenlos für Propagandazwecke benutzt“. Nach seinem Tod wurde Schepke vom Propagandaministerium weiter als besonderes Vorbild für die deutsche Jugend dargestellt.

## Schriften
- Joachim Schepke: U-Boot-Fahrer von heute. Deutscher Verlag, Berlin 1940.
- Joachim Schepke: Kapitänleutnant Schepke erzählt. Mit einem Geleitwort von Großadmiral Dönitz. hrsg. von Franz Führen, Wilhelm Köhler Verlag, Minden (Westf.) 1943.